# Alhais
Alhais é uma localidade portuguesa do Município de Vila Nova de Paiva que foi sede da extinta Freguesia de Alhais, freguesia que tinha 12,85 km² de área e 522 habitantes (2011), e, por isso, uma densidade populacional de 40,6 hab/km².
A partir de 29 de Setembro de 2014, a Freguesia de Alhais foi extinta (agregada) tendo o seu território passado a fazer parte integrante da então criada União de Freguesias de Vila Nova de Paiva, Alhais e Fráguas.
A antiga freguesia de Alhais está situada no extremo oriental do Município de Vila Nova de Paiva, no limite com o município vizinho de Moimenta da Beira. Era a mais pequena freguesia do seu Município.
Alhais de Cima, Alhais de Baixo e Vila Garcia são os seus principais lugares.
O povoamento da área em que se integra a freguesia remonta à época pré-histórica, como o atestam os vestígios arqueológicos. É o caso do Dólmen de Aboleiro, datado do período Neolítico. O tumulus em terra, de planta circular, tem dezoito metros de diâmetro e metro e meio de altura. Cinco esteios da câmara central são ainda visíveis. O Dólmen de Orca do Porto Lamoso data do período Neo-Calcolítico. Dele resta actualmente o dólmen de câmara e o corredor. No sítio arqueológico do Cavalinho, a norte de Alhais de Cima, foi encontrada uma inscrição de origem possivelmente romana. Trata-se de um grande penedo isolado no cimo de um cabeço, no qual se encontra a inscrição FINIS.
Alhais foi vila e sede de concelho entre 1514, data do foral manuelino, e 1836, data em que perdeu a autonomia administrativa, a exemplo de centenas de outros concelhos. Passou então a fazer parte do concelho (atual município) de Vila Nova de Paiva. O Pelourinho, classificado como Imóvel de Interesse Público, é o símbolo dessa autonomia municipal de outrora. É um pelourinho de roca prismática, de fuste cilíndrico liso, encimado por dois elementos boleados. Destaque-se ainda, em termos de motivos de interesse turístico, a praia fluvial da Quinta da Azenha

## População
| População da Freguesia de Alhais | População da Freguesia de Alhais | População da Freguesia de Alhais | População da Freguesia de Alhais | População da Freguesia de Alhais | População da Freguesia de Alhais | População da Freguesia de Alhais | População da Freguesia de Alhais | População da Freguesia de Alhais | População da Freguesia de Alhais | População da Freguesia de Alhais | População da Freguesia de Alhais | População da Freguesia de Alhais | População da Freguesia de Alhais | População da Freguesia de Alhais |
| -------------------------------- | -------------------------------- | -------------------------------- | -------------------------------- | -------------------------------- | -------------------------------- | -------------------------------- | -------------------------------- | -------------------------------- | -------------------------------- | -------------------------------- | -------------------------------- | -------------------------------- | -------------------------------- | -------------------------------- |
| 1864                             | 1878                             | 1890                             | 1900                             | 1911                             | 1920                             | 1930                             | 1940                             | 1950                             | 1960                             | 1970                             | 1981                             | 1991                             | 2001                             | 2011                             |
| 721                              | 711                              | 913                              | 748                              | 737                              | 767                              | 782                              | 883                              | 964                              | 882                              | 621                              | 562                              | 590                              | 527                              | 522                              |

## Património cultural edificado
- Igreja Matriz;
- Pelourinho;
- Penedo da Forca;
- Orca do Porto Lamoso;
- Cruzeiros;
- Edifício sede da Freguesia;
- Capela de Sto. António;
- Capela Na. Sra. da Graça;
- Tanques Públicos;
- Fontanário da Maria da Fonte;
- Fonte da Preguiça;
- Fonte Grande;
- Escola primária;
- Alminhas.

## Património Paisagístico
- Serra da Lapa;
- Alto da Pargalé.

## Festas e Romarias
- Festa em honra de Sto. António em Alhais de Baixo no dia 13 de Junho;
- Festa em honra de Na. Sra. da Graça em Alhais de Cima no dia 15 de Agosto;
- Festa em honra do Mártir S. Sebastião no dia 20 de Janeiro.
- Festa em honra de Nossa Senhora de Fátima no dia 13 de Maio

## Gastronomia
- Fumeiros com os derivados do porco;
- Papas de Milho.

## Locais de lazer e espaços lúdicos
- Quinta da Azenha com parque de merendas;
- Praia Fluvial.
- Campo de futebol "Estádio do Cadarrinho".

## Artesanato
- Trabalhos em palha e junco;
- Palheiras de Alhais em junco.

## Principais actividades económicas
Agricultura; Pecuária; Comércio; Serviços.

## Colectividades
- Grupo Folclórico, Cultural e Recreativo de Alhais;
- Associação Cultural e Recreativa de Alhais.